# Daniela Santanchè
Daniela Garnero Santanchè (Cuneo, 7 april 1961) is een Italiaanse politica. Sinds oktober 2022 is zij minister van Toerisme in de Italiaanse regering onder premier Giorgia Meloni. Tevens is ze lid van de Senaat van de Republiek.

## Biografie
Daniela Santanchè (geboren als Daniela Garnero) studeerde politicologie aan de Universiteit van Turijn en richtte in 1990, na haar studie, een marketingbedrijf op. Tussen 1982 en 1995 was ze gehuwd met Paolo Santanchè, onder wiens achternaam ze ook na hun echtscheiding actief bleef.

### Vroege politieke loopbaan
Santanchè was in de jaren negentig werkzaam als assistent van de rechtse politicus Ignazio La Russa en sloot zich in 1995 aan bij diens Nationale Alliantie (AN). Vanaf juni 1999 had ze zitting in de raad van de toenmalige provincie Milaan. Bij de Italiaanse parlementsverkiezingen van 2001 streed ze vervolgens mee voor een plaats in de Kamer van Afgevaardigden, maar werd niet verkozen. Kort daarop werd ze echter alsnog Kamerlid toen ze de vrijgekomen zetel van partijgenote Viviana Beccalossi overnam. Bij de verkiezingen van 2006 werd Santanchè wel verkozen.

### Premierskandidaat en partijwisselingen
In 2007 verliet Santanchè de AN om zich aan te sluiten bij de juist opgerichte partij La Destra (Rechts) van Francesco Storace. Ze fungeerde er als woordvoerder en werd bij de parlementsverkiezingen van 2008 tevens aangewezen als kandidaat-premier. In de aanloop naar deze verkiezingen vormde La Destra een alliantie met de neofascistische Sociale Beweging - Driekleurige Vlam, maar met 2,43% van de stemmen werd de kiesdrempel niet gehaald. Daarmee verloor Santanchè na zeven jaar haar parlementszetel.
Na meningsverschillen met Storace stapte Santanchè in september 2008 op bij La Destra. Samen met gelijkgestemden vormde ze kort daarop de Movimento per l'Italia (MpI), een beweging die aansluiting zocht bij Il Popolo della Libertà (Het Volk van de Vrijheid, PdL) van Silvio Berlusconi. In februari 2010 ging de MpI definitief op in de PdL.

### Onderminister, kamerlid en senator
Op 4 maart 2010 werd Santanchè benoemd als onderminister in de toenmalige Italiaanse regering, het kabinet-Berlusconi IV. Ze was er verantwoordelijk voor de uitvoering van het regeringsprogramma en diende onder minister Gianfranco Rotondi. Santanchè bekleedde deze functie tot november 2011, toen het kabinet vroegtijdig ten val kwam.
Na de parlementsverkiezingen van 2013 keerde Santanchè terug als parlementslid in de Kamer van Afgevaardigden. Later dat jaar transformeerde de PdL, onder leiding van onder anderen Berlusconi en Antonio Tajani, tot Forza Italia (FI). Na vier jaar voor die partij actief te zijn geweest, stapte Santanchè in december 2017 over naar de nationaal-conservatieve Fratelli d'Italia (Broeders van Italië, FdI).
Bij de Italiaanse verkiezingen van 2018 werd Santanchè verkozen tot senator, waarna ze haar kamerzetel verruilde voor een zetel in de Senaat van de Republiek. Een jaar later stelde ze zich verkiesbaar bij de Europese parlementsverkiezingen van 2019, maar werd niet verkozen.

### Minister van Toerisme
Na de Italiaanse parlementsverkiezingen van 2022, waarbij Santanchè als senator werd herkozen, trad in Italië een rechtse regering aan onder leiding van FdI-leider Giorgia Meloni. Santanchè werd in het kabinet-Meloni benoemd tot minister van Toerisme.
- International Standard Name Identifier: 0000 0000 5390 7301
- Library of Congress Control Number: no2006028248
- Istituto Centrale per il Catalogo Unico: RMSV617908
- Système universitaire de documentation: 110528212
- Virtual International Authority File: 48977353
- WorldCat: E39PBJyMmrtqctFBgfqVgq3JDq